# Cuto
Cuto es una serie de historieta de aventuras creada por Jesús Blasco en 1935 y protagonizada por el personaje homónimo, que, a lo largo de la década de 1940 se publicó en las páginas de la revista Chicos. El personaje protagonizó también breves historietas humorísticas autoconclusivas, y una serie de cuentos, y hasta una novela por entrega escritos por Javier Olavide en la misma revista. Es el niño aventurero más emblemático de la historieta española (comparado por algunos comentaristas con Tintín, con el que también comparte el gusto por los pantalones bombachos). 

## Biografía ficticia
Cuto es un niño español, aunque vive en San Francisco. Trabaja como periodista, lo que le lleva a enredarse en numerosas intrigas policiacas o de espionaje internacional. Sus aventuras transcurren en lugares exóticos, y apenas hay en su serie otra conexión con España que la nacionalidad del personaje.

## Trayectoria editorial
El origen del personaje protagonista se encuentra en una docena de historietas de una plancha que Jesús Blasco publicó en 1935 en la revista Boliche, titulada como Cuto, Gurripato y camarilla en su primera aparición (cambiaría luego), y que relataba las travesuras de un grupo de gamberros enfrentados a Lupercio, el policía de su barrio. El autor se basó para crear la fisonomía de Cuto en la de su hermano pequeño Alejandro. La serie tenía un grafismo caricaturesco y estaba dirigida fundamentalmente al público infantil, pero su vida fue efímera. 
En 1940, Blasco, tras regresar a Barcelona después de su internamiento en un campo de concentración francés, comienza a colaborar con la revista Chicos, dirigida por Consuelo Gil. El dibujante recupera a Cuto para dicha publicación, pero como protagonista de una serie de aventuras de estilo realista, aunque manteniendo ciertos rasgos caricaturescos de su anterior etapa. Dada la escasez de papel, producirá tres cuartas partes de la serie sin poder "borrar o retocar cualquier trazo" "porque la página dibujada era el cliché directo que iba a la imprenta", de tal manera que se perdieron los originales de esta época.
La primera aventura protagonizada por el personaje es "El Pequeño Policía" (16 p., n.º 143 a 158 de Chicos, 1940 a 3/41), donde ejerce de vendedor de periódicos en Nueva York. A esta historia siguen "Sin Rumbo" (, n.º 161 a 202 de "Chicos", 2/04/1941 a 25/02/42), ambientada en la India y Alaska, "El Pájaro Azul (Cuto héroe del aire)" (álbum de 44 p., Ediciones Chicos, 1942) y "El Mundo Perdido" (59 p., n.º 206 a 267 de "Chicos", 25/03/1942 a 15/09/43), en la que Cuto viaja a un Egipto actual, tornado fantástico.
Desde 1941, los almanaques anuales de la revista proporcionaron también historietas más cortas (de 6, 8 o 10 planchas) y autoconclusivas, como Cuto deportista (1941), El secuestro (1942), Granujas y caballos (1943), El castillo del terror (1944) y Cuto en una del Oeste (1945). 
A mediados de los años 40, se publican "Tragedia en Oriente" (números 343 a 383 de "Chicos", 7/03/1945 a 28/04/1946) y "En los dominios de los sioux" (números 385 a 448 de "Chicos", 12/05/1946 a 3/08/1947), en las que el protagonista es ya un adolescente. La serie era entonces todo un fenómeno nacional, resaltándose el hecho de que el niño Juan Carlos de Borbón solicitase a la editorial en 1945 el retrato de Cuto aparecido en el almanaque de Chicos. Para Javier Coma, este éxito se debía a que encarnaba un "sueño imposible" "en plena represión franquista", ya que

Cuto era fundamentalmente libre, vivía por su cuenta y riesgo, estaba asimilado al mundo de los adultos, tenía amigas, conducía coches, pilotaba aviones, viajaba casi sin tregua, y su país de adopción (tras su origen barcelonés) radicaba al otro lado del Atlántico.

Jesús Blasco también señala que con este personaje se anticipó "a la moda de los blue jeans y los zapatos deportivos".
En 1945, surge la revista Gran Chicos, que hasta su número 39 protagonizará historietas autoconclusivas de Cuto, primero de dos páginas (n.º 1 de la revista); luego de 1 (n.º 2 a 22, 24 a 29 y 31) y finalmente de media página (n.º 32 a 39). 
Después vienen, en lo que es considerado un descenso de la creatividad del autor, "El caso de los muchachos desaparecidos" (46 p.,n.º 469 al n.º 491 de "Chicos", 9/01/ a 13/06/1948), otra intriga detectivesca en Nueva York; la humorística "Hombres muertos en la isla" (25 p., n.º. 532 a 556, 1/05/1949 a 9/04/50) y, ya en una segunda época de "Chicos", "Estrella Negra" (58 p., n.º 1 a 38, 1950 a 22/04/51). Las de los almanaques, por su parte, se titulan El lago de la muerte (1946), Cuto en Napóles (1947), El junco de Sing (1948) y El secuestro (1949).
En los números 9 a 19 (1953) de la revista Boy, se publicó una historieta que quedó inconclusa: La herencia misteriosa (11 p.).
En los 70, se recuperó la serie para la revista portuguesa "Jornal do Cuto", que publicó algunas aventuras originales desde sus números 94 a 111: "Hampa Mundial Inc." (26 p.); Pesadilla (8 p., con su hermano Alejandro) y SOS...Petróleo! (8 p.)
A principios de los 80, el autor, aún se planteaba seriamente retomarla. Lo cierto es que la edición de "Hampa Mundial Inc." en la revista Chito n.º 1 a 24 consta de 15 páginas más que en la portuguesa, pero queda igualmente inconclusa. Esta revista publicará también historietas autoconclusivas humorísticas de una página en sus números 2 a 5, 7 a 8, y 10 a 23.
Su última historieta también sería de este tipo, viendo la luz en El Periódico de Catalunya del 15 de septiembre de 1984: Cuto y la magnífica estocada "gruyere".

## Estilo e influencias
A pesar del estilo realista que le caracterizaría en su madurez, el primitivo amor de Jesús Blasco por series como Mickey Mouse de Floyd Gottfredson, aún puede observarse en detalles del diseño del protagonista como su ausencia de párpados y en la narración de sus movimientos, gestos y expresiones, así como en la propia naturaleza de sus aventuras largas, divididas entre entornos urbanos y otros más exóticos, ambientados en diferentes lugares del planeta.
Por otra parte, las historietas que la crítica ha considerado más interesantes son:
- "Tragedia en Oriente", donde el antagonista de Cuto es un dictador blanco que, desde el Tíbet, pone en marcha turbios manejos para dominar el mundo. Las alusiones a hornos crematorios y a guerrillas de liberación parecen remitir a la actualidad contemporánea en Europa, en la que acababa de concluir la Segunda Guerra Mundial, mientras que el bombardeo de una ciudad indefensa que aparece en sus páginas ha recordado a críticos como Javier Coma el ataque de la Legión Cóndor a Guernica, con la inclusión de la imagen de un caballo derribado en claro homenaje al cuadro de Picasso.[6] Por su parte, el propio Jesús Blasco habría confesado que "Mi padre sufría constantemente mientras realizaba Tragedia en Oriente, me repetía una y otra vez que me iba de la mano y que recordara que estábamos bajo un régimen militar."[7] También escribió una pequeña columna titulada "Fuera demonios" en 1987 cuyo título ya da a entender el valor catártico que tuvo para él la realización de esta historieta.[8]

- "En los dominios de los sioux" es un western deudor de los clásicos cinematográficos más que historietísticos, con la peculiaridad de que toda la aventura no es más que una pesadilla del héroe.

En ambas, el autor alcanza la cumbre de su carrera, empleando recursos narrativos nada usuales, como viñetas-secuencia o el montaje de acciones paralelas, y un uso sorprendente del encuadre, en los que aúna influencias de Alex Raymond y Milton Caniff.

## Ediciones
Aparte de la edición original, pueden citarse las realizadas por Ediciones Vértice (1965), Espolique (1973), el Colectivo 9º Arte (1979), Revival Comics y Amigos de la Historieta (1983).